# Fahnenjunker
Fahnenjunker (kratica: Fhj, FJ; dobesedno Zastavni junker) je vojaški čin v uporabi v Bundeswehru. Trenutno je najnižji podčastniški čin za častniške pripravnike (Offizieranwärter) v Luftwaffe in Heeru. V nemški vojni mornarici uporabljajo enakovreden čin pomorskega kadeta.
Naslednji, višji čin častniških pripravnikov, ki označuje opravljeno devetmesečno delovno dobo kot Fahnenjunker, je Fähnrich.